# ASローマの選手一覧
ASローマの選手一覧は、ASローマに所属した経験のある選手・スタッフの一覧。

## 現所属メンバー

### スタッフ
2022年7月27日現在
| 役職 | 名前                 | 在籍年  | 前職                             | 備考 |
| 監督 | ジョゼ・モウリーニョ | 2021年- | トッテナム・ホットスパーFC：監督 |      |

### 選手
2022年9月2日現在
| Pos | No. | 選手名                         | 在籍年                 | 前所属                               | 備考               |
| GK  | 1   | ルイ・パトリシオ               | 2021年-                | ウルヴァーハンプトン・ワンダラーズFC | ポルトガル代表     |
| GK  | 63  | ピエトロ・ボーエル             | 2022年-                | ASローマユース                       |                    |
| GK  | 99  | ミレ・スヴィラル               | 2022年-                | SLベンフィカ                         |                    |
| DF  | 2   | リック・カルスドルプ           | 2017年-                | フェイエノールト                     | オランダ代表       |
| DF  | 3   | ロジェール・イバニェス         | 2020年-                | アタランタBC                         |                    |
| DF  | 5   | マティアス・ビーニャ           | 2021年-                | SEパルメイラス                       | ウルグアイ代表     |
| DF  | 6   | クリス・スモーリング           | 2019年-                | マンチェスター・ユナイテッドFC       | 元イングランド代表 |
| DF  | 19  | ゼキ・チェリク                 | 2022年-                | LOSCリール                           | トルコ代表         |
| DF  | 23  | ジャンルカ・マンチーニ         | 2019年-                | アタランタBC                         | イタリア代表       |
| DF  | 24  | マラシュ・クンブラ             | 2020年-                | エラス・ヴェローナFC                 | アルバニア代表     |
| DF  | 37  | レオナルド・スピナッツォーラ   | 2019年-                | ユヴェントスFC                       | イタリア代表       |
| DF  | 65  | フィリッポ・トリピ             | 2022年-                | ASローマユース                       | U-18イタリア代表   |
| MF  | 4   | ブライアン・クリスタンテ       | 2019年-                | アタランタBC                         | イタリア代表       |
| MF  | 7   | ロレンツォ・ペッレグリーニ     | 2014年-2015年、2017年- | USサッスオーロ・カルチョ             | イタリア代表       |
| MF  | 8   | ネマニャ・マティッチ           | 2022年-                | マンチェスター・ユナイテッドFC       | 元セルビア代表     |
| MF  | 20  | マディ・カマラ                 | 2022年-                | オリンピアコスFC                     | ギニア代表         |
| MF  | 22  | ニコロ・ザニオーロ             | 2018年-                | インテルナツィオナーレ・ミラノ       | イタリア代表       |
| MF  | 25  | ジョルジニオ・ワイナルドゥム   | 2022年-                | パリ・サンジェルマンFC               | オランダ代表       |
| MF  | 52  | エドアルド・ボーヴェ           | 2021年-                | ASローマユース                       | U-20イタリア代表   |
| MF  | 55  | エブリマ・ダルボー             | 2021年-                | ASローマユース                       | ガンビア代表       |
| MF  | 59  | ニコラ・ザレフスキ             | 2021年-                | ASローマユース                       | ポーランド代表     |
| FW  | 9   | タミー・エイブラハム           | 2021年-                | チェルシーFC                         | イングランド代表   |
| FW  | 11  | アンドレア・ベロッティ         | 2022年-                | トリノFC                             | イタリア代表       |
| FW  | 14  | エルドル・ショムロドフ         | 2021年-                | ジェノアCFC                          | ウズベキスタン代表 |
| FW  | 21  | パウロ・ディバラ               | 2022年-                | ユヴェントスFC                       | アルゼンチン代表   |
| FW  | 92  | ステファン・エル・シャーラウィ | 2016年-2019年、2021年- | 上海申花足球倶楽部                   | 元イタリア代表     |

## 歴代キャプテン
- 1980年以降のキャプテン

| 選手名                             | ポジション | 所属年                          | 在任期間       | 試合数 | ゴール数 |
| ---------------------------------- | ---------- | ------------------------------- | -------------- | ------ | -------- |
| アゴスティーノ・ディ・バルトロメイ | MF         | 1972–1984                       | 4 (1980–1984)  | 293    | 64       |
| ブルーノ・コンティ                 | MF         | 1973-1975, 1976-1978, 1979-1991 | 1 (1984–1985)  | 402    | 47       |
| カルロ・アンチェロッティ           | MF         | 1979–1987                       | 2 (1985–1987)  | 227    | 18       |
| ジュゼッペ・ジャンニーニ           | MF         | 1981–1996                       | 9 (1987–1996)  | 437    | 75       |
| アメデオ・カルボーニ               | LB         | 1990–1997                       | 1 (1996–1997)  | 229    | 5        |
| アベル・バルボ                     | FW         | 1993–1998 2000–2002             | 1 (1997–1998)  | 175    | 78       |
| アウダイール                       | DF         | 1990-2003                       | 1(1998)        | 415    | 20       |
| フランチェスコ・トッティ           | FW         | 1992–2017                       | 19 (1998–2017) | 786    | 307      |
| ダニエレ・デ・ロッシ               | MF         | 2001–2019                       | 2 (2017–2019)  | 616    | 64       |
| アレッサンドロ・フロレンツィ       | RB         | 2011 2012–2020                  | 1 (2019–2020)  | 261    | 28       |
| エディン・ジェコ                   | FW         | 2015–2021                       | 1 (2020–2021)  | 179    | 87       |
| ロレンツォ・ペッレグリーニ         | MF         | 2017–                           | 2 (2021–)      | 130    | 14       |

## 選手

### GK
- フランコ・タンクレーディ (1977-1990)
- アンジェロ・ペルッツィ (1986-89, 1990-91)
- ジョヴァンニ・チェルボーネ (1987-1997)
- ミヒャエル・コンゼル (1997-99)
- フランチェスコ・アントニオーリ (1999-2003)
- イバン・ペリッツォーリ (2001-05)
- ジャンルカ・クルチ (2004-08, 2011-15)
- ドニ (2005-2011)
- ジュリオ・セルジオ (2006-2013)
- ボグダン・ロボンツ (2009-10,2010-18)
- マールテン・ステケレンブルフ (2011-13)
- マウロ・ゴイコエチェア (2012-13)
- モルガン・デ・サンクティス (2013-16)
- ウカシュ・スコルプスキ (2013-18)
- ヴォイチェフ・シュチェスニー (2015-17)
- アリソン (2016-18)
- アントニオ・ミランテ (2018-2021)
- ロビン・オルセン (2018-2022)

### DF
| - カルロ・マッツォーネ (1955-58) - セバスティアーノ・ネーラ (1981-92) - ピエトロ・ヴィエルコウッド (1982-83) - アルド・マルデラ (1982-85) - フルヴィオ・コッロヴァーティ (1987-1989) - ジャンルカ・シニョリーニ (1987-1988) - ファビオ・ペトルッツィ (1988-90, 1992, 1994-2000) - トーマス・ベルトルト (1989-1991) - アウダイール (1990-2001) - アメデオ・カルボーニ (1990-97) - シニシャ・ミハイロビッチ (1992-94) - マルコ・ランナ (1993-97) - エンリコ・アンノーニ (1994-96) - ロベルト・トロッタ (1996) - カフー (1997-2003) - ヴァンサン・カンデラ (1997-2005) - アントニオ・ザーゴ (1998-2002) | - ワルテル・サムエル (2000-04) - クリスティアン・パヌッチ (2002-09) - トライアノス・デラス (2002-05) - クリスティアン・キヴ (2003-07) - アベル・シャヴィエル (2004-05) - フィリップ・メクセス (2004-2011) - サミュエル・クフォー (2005-08) - ヒルベルト・マルティネス (2006-07) - ジュアン・サントス (2007-2012) - ヨン・アルネ・リーセ (2008-11) - ニコラス・ブルディッソ (2009-10, 2010-14) - スレイマン・ディアムテーヌ (2009) - ガブリエル・エインセ (2011-12) - シモン・ケアー (2011-12) - マルキーニョス (2012-13) - レアンドロ・カスタン (2013-16) - ヴァシリス・トロシディス (2013-16) - メディ・ベナティア (2013-14) | - マイコン・シセナンド (2013-16) - コスタス・マノラス (2014-19) - アシュリー・コール (2014-15) - リュカ・ディニュ (2015-16) - アントニオ・リュディガー (2016-17) - フアン・ジェズス (2016-17, 2017-2021) - トーマス・フェルメーレン (2016-17) - フェデリコ・ファシオ (2016-17, 2017-2022) - アレクサンダル・コラロヴ (2017-2020) - ダビデ・サントン (2018-2022) - ダヴィデ・ザッパコスタ (2019-2020) |

### MF
| - ジャンカルロ・デ・システィ (1960-65, 1974-79) - ネヴィオ・スカラ (1966-67) - ファビオ・カペッロ (1967-69) - アゴスティーノ・ディ・バルトロメイ (1972-1984) - ブルーノ・コンティ (1973-75, 1976-78, 1979-91) - カルロ・アンチェロッティ (1979-87) - ロメオ・ベネッティ (1979-1981) - パウロ・ロベルト・ファルカン (1980-85) - ジュゼッペ・ジャンニーニ (1981-95) - アンジェロ・ディ・リービオ (1981-85) - ヘルベルト・プロハスカ (1982-83) - トニーニョ・セレーゾ (1983-86) - クラウス・ベアグリーン (1986-87) - リオネッロ・マンフレドーニア (1987-89) - ロベルト・ポリカーノ (1987-89) - ファブリツィオ・ディ・マウロ (1988-92) - ジョヴァンニ・ピアチェンティーニ (1989-95) - フランチェスコ・スタトゥート (1989, 1994-97) - トーマス・ヘスラー (1991-94) - マッシミリアーノ・カッピオーリ (1993-96) - ヨナス・テルン (1994-97) - ルイジ・ディ・ビアジョ (1995-99) - オマリ・テトラーゼ (1996-99) | - ダミアーノ・トンマージ (1996-06) - イバン・エルゲラ (1997-98) - エウゼビオ・ディ・フランチェスコ (1997-2001) - ピエール・ウォメ (1998-99) - ドミトリー・アレニチェフ (1998-00) - マルコス・ドス・サントス・アスンソン (1999-2002) - クリスティアーノ・ザネッティ (1999-2001) - 中田英寿 (2000-01) - ジャンニ・ギグー (2000-04) - エメルソン・フェレイラ (2000-04) - フシン・カルジャ (2000-04) - ディエゴ・フゼール (2001-03) - ダニエレ・デ・ロッシ (2001-2019) - ジョゼップ・グアルディオラ (2002-03) - アルベルト・アクイラーニ (2002-09) - シモーネ・ペッロッタ (2004-2013) - ダビド・ピサーロ (2006-2012) - アレッサンドロ・マンシーニ (2003-06) - ロドリゴ・タッデイ (2005-2014) - マックス・トネット (2006-2010) - エドガル・アルバレス (2005-09) - クリスティアン・ヴィルヘルムソン (2007) - アンドレア・ベルトラッチ (2009-2013) - アレッサンドロ・フロレンツィ (2010) | - ファビオ・エンリケ・シンプリシオ (2010-12) - フェルナンド・ガゴ (2011) - ミラレム・ピャニッチ (2011-13) - エリク・ラメラ (2011-13) - マイケル・ブラッドリー (2012-14) - サリフ・ウチャン (2014-16) - ラジャ・ナインゴラン (2014-18) - レアンドロ・パレデス (2014-17) - セイドゥ・ケイタ (2014-16) - イアゴ・ファルケ (2015-17) - ウィリアム・ヴァンクール - ケヴィン・ストロートマン (2013-18) - ディエゴ・ペロッティ (2015) - ハビエル・パストーレ (2018-2021) - ニコロ・ザニオーロ (2018-2023) |

### FW
| - ロベルト・プルッツォ (1977-1988) - サンドロ・トヴァリエーリ (1982-86) - フランチェスコ・グラツィアーニ (1983-86) - ズビグニェフ・ボニエク (1985-88) - マッシモ・アゴスティーニ (1986-88) - ルジェーロ・リッツィテッリ (1988-94) - ルディ・フェラー (1987-92) - ダニエレ・マッサーロ (1988-89) - レナト・ガウショ (1988-89) - ロベルト・ムッツィ (1990-93, 1994) - アンドレア・カルネヴァーレ (1990-93) - クラウディオ・カニーヒア (1992-94) - フランチェスコ・トッティ (1993-2017) - アベル・バルボ (1994-99) - ダニエル・フォンセカ (1994-97) - マルコ・デルヴェッキオ (1995-2005) - マルティン・ダーリン (1996) | - パウロ・セルジオ (1997-99) - ァビオ・ジュニオール (1998-2000) - ヴィンチェンツォ・モンテッラ (1999-2009) - パオロ・ポッジ (2000) - ガブリエル・バティストゥータ (2000-03) - シモーネ・ペペ (2001-03) - アントニオ・カッサーノ (2001-06) - ヨン・カリュー (2003-04) - アレッシオ・チェルチ (2003-2010) - ミルコ・ヴチニッチ (2006-2011) - リュドヴィク・ジュリ (2007-08) - ルカ・トーニ (2010) - ジュリオ・バチスタ (2008-11) - アドリアーノ (2010-11) - ミド (2004-06) - パブロ・オスバルド (2011-13) - ジェレミー・メネズ (2008-2011) - ファビオ・ボリーニ (2011-12) - ボージャン・クルキッチ (2011-13) - マッティア・デストロ (2012-15) - ジェルヴィーニョ (2013-16) - ビクトル・イバルボ (2015) - セイドゥ・ドゥンビア (2015-18) | - モハメド・サラー (2015-17) - アデム・リャイッチ (2013-16) - フアン・イトゥルベ (2014-18) - エディン・ジェコ (2015-2021) - ステファン・エル・シャーラウィ (2016-19, 2021-) - パトリック・シック (2017-2020) - ジャスティン・クライファート (2018-2022) - ペドロ (2020-21) - エルドル・ショムロドフ (2021-) - タミー・エイブラハム (2021-) |